# Peter Engelbrecht (Bergmann)
Peter Engelbrecht der Ältere (* 1528; † 1598 in Ilsenburg) war ein deutscher Bergmann und Klosterverwalter.

## Leben
Peter Engelbrecht war der Sohn eines gleichnamigen schwarzburgischen Amtsschössers zu Sondershausen, Clingen und Straußberg und der Anna geb. Schmedes.
Er lebte zunächst in Stolberg und kam von dort nach Ilsenburg, wo er im Messinghandel tätig wurde und später Faktor der Eisenhütte war. Vom 1. Mai 1580 bis Juli 1597 war Peter Engelbrecht Verwalter des Klosters Ilsenburg. Sein gleichnamiger Sohn Peter Engelbrecht aus der Ehe mit Ottilie Brenling vertrat ihn nach einem Schlaganfall von 1594 bis 1597 in der Verwaltung des Klosters. Der Vater machte sich einen Namen nicht nur als geschäftstüchtiger Bergmann, sondern er förderte auch die Klosterschule und das Schulwesen in Ilsenburg in vorbildlicher und zu seiner Zeit nicht selbstverständlicher Weise.
Sein Bruder Martin Engelbrecht (1532–1591) war gräflich-stolbergischer Eisenhüttenfaktor und Bürgermeister in Wernigerode.